# K-AGT
K-AGT（Korean Automated Guideway Transit、韓国型AGT）は、大韓民国が世界で4番目に開発した無人自動運転軽量電車である。
慶尚北道慶山市に試験線を仮設して試験運転を完了し、大韓民国の韓国鉄道技術研究院と電車電装品メーカーである宇進産電を含めた30以上の機関が参加して開発された。釜山都市鉄道4号線とソウル軽電鉄新林線で採用されている。

## 開発の歴史
- 1999年12月 - 2000年5月 : 車両システムの概念および基本設計を完了する。
- 2000年6月 - 2000年12月 : 軽電鉄車両の車体と制御装置の詳細設計を完了する。
- 2001年 : 試作品を製作する。
- 2002年 : 完成車を製作し、工場で完成車を試験する。
- 2003年 : 工場での試験を補完し、慶尚北道慶山市に試験線の敷設を着工する。
- 2004年 : 慶山試験線に車両を搬入し、車両の性能試験および安全性能試験を実施する。
- 2005年 : 安全性能証明書を取得し、車両の耐久性を試験する。

## 車両の諸元
- 車両編成（6両固定編成） : Mc1 - M1 - M2 - M3 - M4 - Mc2
- 車両定員（6両1編成時、乗客計定員316名）
  - Mc1・Mc2 : 座席18名、立席34名 - 計52名
  - M1・M3 : 座席22名、立席30名 - 計52名
  - M2・M4 : 座席24名、立席30名 - 計54名
- 車両寸法
  - 車両長 : 9.14 m
  - 車両幅 : 2.4 m
  - 車両高 : 3.5 m
- 電力 : 直流 750 V
- 集電方式 : 第3軌条式（電車下端部にある第3軌条を介して電力供給を受ける方式）
- 運転速度
  - 設計最高速度 : 時速 70 km 以上
  - 営業最高速度 : 時速 60 km 以上
  - 常用加・減速度 : 3.5 km/h/s
  - 非常減速度 : 4.5 km/h/s
  - 平均速度 : 時速 30 km 以上